# Daniel Verstraete
Daniel Alphonse Omer Verstraete (ur. 31 lipca 1924 w Oostrozebeke) – belgijski duchowny rzymskokatolicki posługujący w Południowej Afryce, w latach 1978-1994 biskup Klerksdorp.

## Życiorys
Święcenia kapłańskie przyjął 19 lutego 1950. 27 lutego 1978 został prekonizowany biskupem Klerksdorp. Sakrę biskupią otrzymał 14 maja 1978. 26 marca 1994 zrezygnował z urzędu.